# Elysian
Elysian és una població dels Estats Units a l'estat de Minnesota. Segons el cens del 2000 tenia 486 habitants.

## Demografia
Segons el cens del 2000, Elysian tenia 486 habitants, 204 habitatges, i 127 famílies. La densitat de població era de 213,2 habitants per km².
Dels 204 habitatges en un 27,9% hi vivien nens de menys de 18 anys, en un 53,9% hi vivien parelles casades, en un 5,4% dones solteres, i en un 37,3% no eren unitats familiars. En el 29,9% dels habitatges hi vivien persones soles el 15,2% de les quals corresponia a persones de 65 anys o més que vivien soles. El nombre mitjà de persones vivint en cada habitatge era de 2,38 i el nombre mitjà de persones que vivien en cada família era de 2,95.
Per edats la població es repartia de la següent manera: un 23,7% tenia menys de 18 anys, un 8% entre 18 i 24, un 29,4% entre 25 i 44, un 23,7% de 45 a 60 i un 15,2% 65 anys o més.
L'edat mediana era de 38 anys. Per cada 100 dones de 18 o més anys hi havia 92,2 homes.
La renda mediana per habitatge era de 37.750 $ i la renda mediana per família de 47.778 $. Els homes tenien una renda mediana de 31.359 $ mentre que les dones 22.303 $. La renda per capita de la població era de 15.815 $. Entorn del 5% de les famílies i el 7,1% de la població estaven per davall del llindar de pobresa.

## Poblacions més properes
El següent diagrama mostra les poblacions més properes.